# Dům čp. 6 (Heřmanice)
Dům číslo popisné 6 je památkově chráněný objekt v Heřmanicích, obci na severu České republiky ve Frýdlantském výběžku Libereckého kraje.

## Historie
Budova se nachází jižně od silnice číslo III/03513, spojující někdejší hraniční přechod na česko-polské státní hranici s heřmanickou místní částí Kristiánov a dále s Dětřichovem. Dům byl postaven roku 1817 a od 6. dubna 1966 je evidován mezi kulturními památkami České republiky. Jihovýchodně od něj se nachází sestava dřevěných plastik nazvaná Heřmanické peklo.

## Popis
Patrová stavba má půdorys ve tvaru obdélníka. Její zdi jsou tvořeny hrázděným zdivem a zakončena je sedlovou střechou pokrytou taškami bobrovkami. V přízemí se nachází roubená světnice a zděné hospodářské části. Na jižní straně je k objektu přistavěn zděný chlév, jehož část je zapuštěna do svahu blízké terénní nerovnosti. Vstup do domu, do jeho obytné síně, je umístěn do pískovcového profilovaného ostění na severní straně budovy. Nad vstupem, v místech prvního patra, je osazena dřevěná skulptura kříže nesoucí malovanou plastiku ukřižovaného Ježíše Krista. Kolem oken jsou patrné profilované lišty a parapety. Nad světnicí drží hrázděnou zeď v patře pravoúhlá podstávka. Roubení natřené zelenou barvou je spolu se zmíněnou podstávkou osazeno na nízké podezdívce. S výjimkou severní strany domu je hrázděné patro zakryto svislým dřevěným bedněním. Stejným způsobem jsou překryty i oba štíty.